# Grupa Ukrzyżowania w bazylice Mariackiej w Gdańsku
Grupa Ukrzyżowania w bazylice Mariackiej w Gdańsku – zespół trzech gotyckich rzeźb przedstawiających Jezusa Chrystusa na krzyżu oraz stojących obok krucyfiksu Marii i Jana Ewangelisty. Wykonane w latach około 1420-1430 reprezentują późną fazę stylu pięknego. Usytuowane są w gdańskim kościele Mariackim w kaplicy Jedenastu Tysięcy Dziewic.

## Dzieje
Kaplica Jedenastu Tysięcy Dziewic usytuowana jest przy południowej nawie obejścia prezbiterium głównomiejskiej fary. Patrocinium odnosi się do postaci świętej Urszuli, księżniczki angielskiej, która miała odbyć pielgrzymkę do Rzymu. Towarzyszył jej liczny orszak kobiet, których liczba według tradycji wynosiła jedenaście tysięcy. Wraz z nimi poniosła męczeńską śmierć z rąk Hunów i została pochowana w Kolonii nad Renem. Relikwie świętej i towarzyszących jej nieznanych z imienia niewiast znajdują się w kościele św. Urszuli w tymże mieście. W Gdańsku kult tych męczennic zapoczątkował przybyły z Kolonii Gerd von der Becke, burmistrz Gdańska, który ufundował kaplicę w kościele NMP, której nadano obecne wezwanie. Nie wiadomo jednak o jego udziale w fundacji rzeźb.

## Wygląd
Grupę Ukrzyżowania tworzy krucyfiks oraz dwie rzeźby: Marii Panny i świętego Jana Ewangelisty. Powstała ok. 1425/30 r. rzeźba Marii Panny wykonana jest w drewnie lipowym, polichromowana i częściowo złocona. Głowę ma lekko pochyloną w kierunku krucyfiksu. Rzeźba Jana Ewangelisty, wykonana również w lipie, jest bogato dekorowana i naśladuje wysublimowany układ obfitych fałd szat. Pełen smutku i wyrażający współcierpienie apostoł swój wzrok kieruje ku górze. W przeciwieństwie do figur Marii i św. Jana ukrzyżowany Chrystus został wykonany w innej konwencji stylowej, charakteryzuje się dużą dozą realizmu, poprawnością anatomiczną ciała i dbałością o szczegóły. Chrystus został tu ukazany w momencie umierania, ma mocno rozciągnięte na belce krzyża ręce, mocno uwydatniony tułów, gdzie podkreślono kości mostka i żeber. W niektórych partiach ciała rzeźbiarz lekko uwydatnił żyły. Wyraz dramatu cierpienia został skumulowany na twarzy Ukrzyżowanego, która jest pozbawiona jakiejkolwiek idealizacji, co jest wyrazem przemian stylowych w późnym gotyku.

## Analiza
Grupa Ukrzyżowania w kaplicy Jedenastu Tysięcy Dziewic złożona jest z trzech rzeźb wykonanych w dwóch fazach, co poświadczają różnice stylistyczne pomiędzy figurami Marii i Jana Ewangelisty oraz krucyfiksem. O ile figury asystujących reprezentują późną fazę stylu pięknego to postać Chrystusa należy do nurtu realistycznego. W historiografii artystycznej pojawiały się budzące kontrowersje konstatacje niektórych historyków sztuki związane z przedatowaniem krucyfiksu na rok 1600 oraz związku figur Marii i Jana z Mistrzem Pięknych Madonn, któremu przypisywano szereg dzieł z około 1400 roku, m.in. Piękne Madonny z Torunia, Wrocławia, Gdańska oraz Pietę w kościele NMP. W najnowszych badaniach atrybucja ta została zakwestionowana, również w kontekście Grupy Ukrzyżowania w kaplicy 11000 Dziewic. Tu rozwiązano również problem dotyczący przedatowania przez niektórych historyków sztuki krucyfiksu na wiek XVII, co było tłumaczone rozbieżnością między figurami Marii i Jana oraz Chrystusa, nietypowym dla gotyku kształcie perizonium i analogiami z realistyczną rzeźbą wczesnobarokową. W oparciu o związki artystyczne nieznanego twórcy krucyfiksu z twórczością starszej generacji prymitywistów niderlandzkich reprezentujących późny gotyk, datowanie przesunięto na rok około 1430.

## Legenda
Realizm gdańskiego wizerunku Chrystusa zdobył sławę dzięki legendzie o nieznanym twórcy krucyfiksu. Mistrz ten był żonaty i miał jedną córkę. Żona go jednak opuściła i udała się do Królewca, gdzie poznała kochanka, któremu później urodziła syna. Artysta ten był znany wśród gdańszczan jako osoba ambitna, co potwierdzała jego potrzeba wykonania krucyfiksu mającego ukazać dramat męki krzyżowej. Jednakże ból zdrady wpłynął tak silnie na artystę, że stracił wenę. W późniejszym czasie córka artysty zakochała się w młodzieńcu z Królewca, ten zaś został pewnego dnia zaproszony przez ojca do jego pracowni, aby pozować. Podczas rozmowy mistrza z modelem okazało się, iż ten jest synem żony artysty z nieprawego łoża. Pod wpływem żądzy zemsty rzeźbiarza gwałtownie ogarnęła wena twórcza do tego stopnia, że żywcem ukrzyżował młodzieńca i z pośpiechem zobrazował śmierć Chrystusa w oparciu o rzeczywisty obraz agonii człowieka przybitego do krzyża. Chcąc spotkać się z ukochanym młodzieńcem, córka przybyła do pracowni ojca i zastała umarłego na krzyżu narzeczonego, rzeźbę, a także martwego ojca, który przegrał z wyrzutami sumienia. Na widok tego koszmaru córce pękło serce.